# Prix Audio
Prix Audio er en dansk prisuddeling, der arrangeres af DR, Radio4, Bauer Media og Danske Medier ved Audiodays Danmark, en konference for radio- og reklamefolk. Priserne der uddeles er til alt fra "Årets Radioprogram" til "Årets Kommercielle Samarbejde".
I 2021 skiftede arrangementet fra Prix Radio - Radiodays til Prix Audio - Audiodays.

## Prisvindere år for år

### Prix Radio 2007
Denne liste er ufuldstændig; hjælp gerne med at udfylde den.
| Kategori                       | Prismodtager                                                     |
| ------------------------------ | ---------------------------------------------------------------- |
| Ekstra Bladets Gyldne Mikrofon | De Sorte Spejdere, DR P3, Anders Breinholt og Anders Lund Madsen |

### Prix Radio 2008
Denne liste er ufuldstændig; hjælp gerne med at udfylde den.
| Kategori                       | Prismodtager                                                                         |
| ------------------------------ | ------------------------------------------------------------------------------------ |
| Ekstra Bladets Gyldne Mikrofon | De Sorte Spejdere, DR P3, Anders Breinholt og Anders Lund Madsen                     |
| Årets Satire                   | Satireholdet, Radio SydhavsØerne, Carsten Adsersen, Thomas Mikkelsen og Gustav Hertz |

### Prix Radio 2009
Denne liste er ufuldstændig; hjælp gerne med at udfylde den.
| Kategori                       | Prismodtager                              |
| ------------------------------ | ----------------------------------------- |
| Ekstra Bladets Gyldne Mikrofon | Mads og Monopolet, DR P3, Mads Steffensen |

### Prix Radio 2010
| Kategori                            | Prismodtager                                      |
| ----------------------------------- | ------------------------------------------------- |
| Årets event                         | 9. april – 70 år efter, DR P4                     |
| Årets nyheds- og aktualitetsprogram | VM på P3, DR P3                                   |
| Årets dokumentar- og featureprogram | Når fogeden banker på, DR P1                      |
| Årets morgenshow                    | Go’Morgen P3-holdet, DR P3                        |
| Årets promotion for program         | Funkytown, ANR                                    |
| Årets stjerneskud                   | Peter Falktoft, DR P3                             |
| Årets hæderspris                    | Monica Krog-Meyer, DR P4                          |
| Årets Lokale/Regionale Radioreklame | HK Sjælland, produceret af Palle Bo               |
| Årets Nationale Radioreklame        | Carlsberg, produceret af ’& Co.                   |
| Årets kommercielle radiostation     | The Voice-holdet, The Voice                       |
| Ekstra Bladets Gyldne Mikrofon      | Huxi Bach og Karen Thisted, Den løse kanon, DR P3 |

### Prix Radio 2011
| Kategori                            | Prismodtager |
| ----------------------------------- | --- |
| Årets Dokumentar/Feature            | Farfars to liv, Third Ear, Anna Thaulow                                                                                                |
| Årets Drivetime (Landsdækkende)     | Orientering, DR P1, Orienteringsredaktionen                                                                                            |
| Årets Drivetime (Lokalt/Regionalt)  | Den Bedste Tid, ANR, Søren Krogh |
| Årets Kommercielle Radiostation     | ANR |
| Årets Morgenshow (Landsdækkende)    | Go' morgen P3, DR P3, Christian Lundov, Henrik Nylander Svoldgaard, Pia Røn, Henrik Povlsen, David Mandel, Mie Rasmussen, Karsten Baun |
| Årets Morgenshow (Lokalt/Regionalt) | Vikarerne, ANR, Adam Lehn, Mette Siggaard                                                                                              |
| Årets Nyhed/Aktualitet              | Orientering Weekend, DR P1, Jon Kaldan                                                                                                 |
| Årets Promotion For Program         | Anne og de herreløse hunde – Verner klager, ANR                                                                                        |
| Årets Promotion/Event               | 1864, DR P4 Trekanten og DR P4 Syd |
| Årets Public Service                | Detektor på P1, DR P1, Thomas Buch-Andersen                                                                                            |
| Årets Stjerneskud                   | Carsten Adsersen, Radio Sydhavsøerne                                                                                                   |
| Årets Nationale Radioreklame        | TV 2 Armadillo Aften, RADIOGURU, TV 2                                                                                                  |
| Årets Lokale/Regionale Radioreklame | Thyra Frank, RADIOGURU |
| Radiodays Hædersprisen              | Jim Receveur, Radio 100 |
| Ekstra Bladets Gyldne Mikrofon      | Formiddagen med Adam og Sara, DR P3, Adam Duvå Hall og Sara Bro                                                                        |

### Prix Radio 2012
| Kategori                        | Prismodtager                                                                                             |
| ------------------------------- | --- |
| Årets Dokumentar/Feature        | Min onkels aske, DR P1, Bjarke Stender                                                                   |
| Årets Drivetime                 | Monte Carlo, DR P3, Peter Falktoft, Esben Bjerre Hansen, Gry Frid-Nielsen & Mette Kjær                   |
| Årets Kommercielle Radiostation | The Voice, SBS Radio                                                                                     |
| Årets Morgenshow                | VÅGN OP!, The Voice, Benedicte Balling & Jakob Maarup                                                    |
| Årets Nyhed/Aktualitet          | P3 Nyheders politikerfri uge, DR P3, P3 Nyheder                                                          |
| Årets Promotion For Program     | EM på P3, DR P3, Morten Steingrim                                                                        |
| Årets Promotion/Event           | Flashmob for Radio Klassisk, Radio Klassisk, Uffe Savery, Mads Damsbo, Rune Born Schwartz & Kenny Jensen |
| Årets Public Service            | Madsen på P4, DR P4, Alex Nyborg Madsen                                                                  |
| Årets Radioreklame              | Langelandsfestival – fuckfinger, Lars Jul, Mount Belzoni Production                                      |
| Radiodays Hædersprisen          | Jørn Hjorting                                                                                            |
| Ekstra Bladets Gyldne Mikrofon  | Monte Carlo, DR P3, Esben Bjerre Hansen & Peter Falktoft                                                 |

### Prix Radio 2013
| Kategori                            | Prismodtager                                                   |
| ----------------------------------- | -------------------------------------------------------------- |
| Årets Dokumentar/Feature            | Psykiateren fra Hobro, DR P1, Astrid Fischer og Laurits Nansen |
| Årets Drivetime                     | Monte Carlo, DR P3, Esben Bjerre Hansen & Peter Falktoft       |
| Årets Morgenshow                    | Go’ NOVA, NOVA, Mai-Britt Vingsøe og Dennis Ravn               |
| Årets Nyhed/Aktualitet              | Arabiske Stemmer, DR P1, Steen Nørskov og Naser Khader         |
| Årets Promo                         | Løsgængeren, Radio24syv, Susan Duelund og Mikael Bertelsen     |
| Årets Event                         | Voice ’12, The Voice, SBS Discovery Radio                      |
| Årets Lokale/Regionale Radioreklame | Søhøjlandets Begravelser, Carsten Agerbæk, Agerbæk Reklamelyd  |
| Årets Nationale Radioreklame        | OK Kaffe, Palle Bo, Radioguru og ZUPA Recommended              |
| Årets Nyskabelse                    | Damernes Magazine, Radio24syv, Frederik Cilius og Rasmus Bruun |
| Årets Nationale Radiokanal          | DR P3, Danmarks Radio                                          |
| Årets Reporter                      | Thomas Schmidt Nørgaard, DR Østjylland                         |
| Radiodays Hædersprisen              | Kulturministeriet                                              |
| Ekstra Bladets Gyldne Mikrofon      | Monte Carlo, DR P3, Esben Bjerre Hansen & Peter Falktoft       |

### Prix Radio 2014
| Kategori                       | Prismodtager |
| ------------------------------ | --- |
| Årets Nyhed/Aktualitet         | Pressen på P3, DR P3, Tony Scott, Tue Blædel, Tine Godsk Hansen, Anna Ingrisch, Sisse Sejr-Nørgaard og Amalie Hyllested Johansen |
| Årets Interview                | Zornigs Zone, Radio24syv, Lisbeth Zornig Andersen og Mikkel Clausen                                                              |
| Årets Humor                    | Henrik Fallesen, DR P3 |
| Årets Promotion for Program    | Danmarks Röst, Radio24syv, Nikolaj Kirk, Mikael Bertelsen og Mads Brügger                                                        |
| Årets Event                    | Lærepladser til alle, DR P3, P3 Nyheder, Sara Bro, David Mandel og Tue Sørensen                                                  |
| Årets Reporter                 | Morten Hausborg, DR P3, Liga og Sport på 3’eren                                                                                  |
| Årets Nyskabelse               | Formiddagen på P6 BEAT, DR P6 BEAT, DR Kultur                                                                                    |
| Årets Radioprogram             | Showet på The Voice, The Voice, Jakob Maarup                                                                                     |
| Årets Vejrudsigt               | Vejret på Radio 100, Radio 100, Julie Bundgaard og Karsten Baun                                                                  |
| Ekstra Bladets Gyldne Mikrofon | Go’ NOVA, NOVA, Dennis Ravn, Mai-Britt Vingsøe, Kristian Høyrup og Maria “JoJo” Madsen                                           |

### Prix Radio 2015
| Kategori                       | Prismodtager                                                                                        |
| ------------------------------ | --------------------------------------------------------------------------------------------------- |
| Årets Dokumentar               | Ebola-sygeplejerskens dagbog, DR P1, Karen Albertsen, Emil Eusebius Olhoff-Jakobsen og Jesper Hyhne |
| Årets Feature                  | Radiofortællinger: 1,6 kilo coke, DR P1, Hanne Budtz Jørgensen, Mikkel Rønnau og Louise Witt Hansen |
| Årets Event                    | Næste Stop Hjem, DR P1, DR P3 og DR P4                                                              |
| Årets Reklame                  | Storcenter Nord, Palle Bo (Radioguru)                                                               |
| Årets Promotion for Program    | Vi Elsker Hvor Du Bor, DR Syd                                                                       |
| Årets Interview                | Interview med Jonas Jan Mansoor, Radio24syv, Claus Cancel, Maria Dohn og Kristian Danholm           |
| Årets Kampagne                 | MUS, Radio24syv, Mikael Bertelsen, Mads Brügger og Søren Fauli                                      |
| Årets Nyskabelse               | Den Korte Radioavis, Radio24syv, Frederik Cilius, Rasmus Bruun og Zissel Kjertum-Mohr               |
| Årets Podcast                  | One Directions Podcast, Radio play (Bauer Media), Rikke Villum og Katja Bostrup                     |
| Årets Radioprogram             | Den Korte Radioavis, Radio24syv, Frederik Cilius, Rasmus Bruun og Zissel Kjertum-Mohr               |
| Årets Reporter                 | Gyrith Cecilie Ross, DR P3                                                                          |
| Årets Satire                   | Den Korte Radioavis, Radio24syv, Frederik Cilius, Rasmus Bruun og Zissel Kjertum-Mohr               |
| Årets Talent                   | Emil Eusebius Olhoff-Jakobsen, DR P1                                                                |
| Årets Musikprogram             | P7 Mix Maraton, DR P7 MIX, Mathias Buch-Jensen og Niels Pedersen                                    |
| Årets Morgenflade              | 24syv Morgen, Radio24syv                                                                            |
| Årets Nyhed/Aktualitet         | Pressen på P3, DR P3                                                                                |
| Ekstra Bladets Gyldne Mikrofon | Go’ NOVA, NOVA, Dennis Ravn, Mai-Britt Vingsøe, Kristian Høyrup og Maria “JoJo” Madsen              |

### Prix Radio 2016
| Kategori                         | Prismodtager                                                                             |
| -------------------------------- | ---------------------------------------------------------------------------------------- |
| Årets Dokumentar/Feature         | Historien om Lukas, Politiken Podcast                                                    |
| Årets Interview                  | Muslimer skal skydes og brændes, Radio24syv                                              |
| Årets Promotion for Program      | SpørgeJørgen, Radio24Syv                                                                 |
| Årets Event                      | P6 Beat elsker Dizzy Mizz Lizzy, DR P6 Beat                                              |
| Årets Reklame                    | Langelandsfestival “Vi ses, røvhuller”, Lars Jul, Mount Belzoni                          |
| Årets Reporter                   | Andreas Kraul, DR P3                                                                     |
| Årets Satire                     | Den Korte Radioavis, Radio24syv                                                          |
| Årets Talent                     | Julie Kiner, DR                                                                          |
| Årets Musikprogram               | FONK! Det er lørdag, DR P4                                                               |
| Årets Morgenflade                | Go' morgen P3, DR P3                                                                     |
| Årets Nyheds-/aktualitetsprogram | 24syv Morgen, Radio24syv                                                                 |
| Årets Nyskabelse                 | Klassikere Genfortalt, DR Podcast                                                        |
| Årets Podcast                    | Mord i Rum Sø, Radio24syv                                                                |
| Årets Radioprogram               | Den Korte Radioavis, Radio24syv                                                          |
| Årets Kampagne                   | P3 Bliver Hacket, DR P3                                                                  |
| Årets Øjeblik                    | Adele-Sofie i musikquizzen, DR P3                                                        |
| Ekstra Bladets Gyldne Mikrofon   | Go’ NOVA, NOVA, Mai-Britt Vingsøe og Dennis Ravn, Kristian Høyrup og Maria “JoJo” Madsen |

### Prix Radio 2017
| Kategori                            | Prismodtager                                                                    |
| ----------------------------------- | ------------------------------------------------------------------------------- |
| Årets dokumentar og feature         | Man stoler vel på præsten, Christian Engell og Gry Hoffmann, DR P1 Dokumentar,  |
| Årets event                         | Luk mig ind – Det’ Jul, DR P4 Syd & Esbjerg                                     |
| Årets promotion for program         | Fonk! Det er lørdag, DR P4                                                      |
| Årets kritiske interview            | Claus Cancel, Radio24syv med interviewet ’Er hun Krid eller Kran’               |
| Årets gode samtale                  | Hassan Preisler med ’Min Lille Hassan’, Radio24syv                              |
| Årets lytterinddragelse             | Sangerskriver, DR P7 MIX                                                        |
| Årets nyskabelse                    | Luk mig ind – Det’ Jul, DR P4 Syd & Esbjerg                                     |
| Årets podcast                       | Start-up, Morten Resen                                                          |
| Årets radioprogram                  | Den Korte Radioavis, Radio24syv                                                 |
| Årets vært                          | Iben Maria Zeuthen, Det Næste Kapitel, Radio24syv                               |
| Årets satire                        | Den Korte Radioavis, Radio24syv                                                 |
| Årets brug af sociale medier        | DR P3 Satire                                                                    |
| Årets musikprogram                  | Kristian Leth og Outsideren, DR P2                                              |
| Årets morgenflade                   | 24syv Morgen, Radio24syv                                                        |
| Årets nyheds- og aktualitetsprogram | Bagklog, Esben Kjær, DR P1                                                      |
| Årets øjeblik                       | Trump HAR altså vundet, Stéphanie Surrugue, Jan Falkentoft og Maria Dohn, DR P1 |
| Årets reklame                       | Electrolux – ’Ultrasilencer ZEN Kan du høre den?, Lars Jul                      |
| Årets kommercielle radioprogram     | Go’ NOVA, NOVA, Bauer Media                                                     |
| Ekstra Bladets Gyldne Mikrofon      | Værterne bag Go’ NOVA, NOVA, Bauer Media                                        |

### Prix Radio 2018
| Kategori                                              | Prismodtager |
| ----------------------------------------------------- | --- |
| Årets Dokumentar og Feature                           | "Et langsomt mord", af Louise With Hansen, Adrian Adler Petersen, Matias Sørensen og Christian Engell, DR P1.      |
| Årets Event                                           | "P6 Beat elsker Punk", Anders Bøtter og Henrik Queitsch, DR P6 Beat.                                               |
| Årets Promotion for Program                           | "Min forbandede stemme", DR P1.                                                                                    |
| Årets Kritiske Interview                              | "Steen Herdel bagatelliserer overgreb", Tinne Hjersing Knudsen, Radio24syv.                                        |
| Årets Gode Samtale                                    | "Hvad siger stemmerne?", Anders Christiansen, Radio24syv.                                                          |
| Årets lytterinddragelse                               | GO'NOVA, Bauer Media.                                                                                              |
| Årets Nyskabelse                                      | "Den nye stil – historien om dansk rap", Pelle Peter Jensen, Sandra Mia Susgaard og Karen Straarup, DR P3 Podcast. |
| Årets Podcast                                         | "Den nye stil – historien om dansk rap", Pelle Peter Jensen, Sandra Mia Susgaard og Karen Straarup, DR P3 Podcast. |
| Årets Radioprogram                                    | "Danskerbingo", Andreas Kousholt og Jacob Weil, DR P3.                                                             |
| Årets Vært                                            | Jonas Gülstorff, DR P3.                                                                                            |
| Årets Satire                                          | "Den Korte Weekendavis", Radio24syv.                                                                               |
| Årets Brug af Sociale Medier                          | "TVÆRS – Du er ikke alene" på Facebook, DR P3.                                                                     |
| Årets Musikprogram                                    | "Den nye stil – historien om dansk rap", Pelle Peter Jensen, Sandra Mia Susgaard og Karen Straarup, DR P3 Podcast. |
| Årets Morgenflade                                     | "24syv Morgen", Radio24syv.                                                                                        |
| Årets Nyheds-/aktualitetsprogram                      | "P4 Morgen København", DR P4 København.                                                                            |
| Årets øjeblik                                         | "Hadbesked på Bornholm", Abdel Aziz Mahmoud og Mads Aagaard, DR P1.                                                |
| Årets reklame                                         | "Øjeblikke af Guld", Bauer Media.                                                                                  |
| Årets kommercielle radioprogram                       | GO'NOVA, NOVA. |
| Ekstra Bladets Gyldne Mikrofon, årets radiovært       | Dennis Ravn, Mai-Britt Vingsøe og Signe Krarup, GO'NOVA, NOVA.                                                     |
| Ekstra Bladets Gyldne Mikrofon, årets lokal radiovært | Kirstine Richter og Johnni Gade, ANR.                                                                              |

### Prix Radio 2019
| Kategori                                       | Prismodtager                                                        |
| ---------------------------------------------- | ------------------------------------------------------------------- |
| Årets Dokumentar og Feature                    | "Dronekrigeren", DR P1.                                             |
| Årets Event                                    | "DM i hadbeskeder", DR P1.                                          |
| Årets Promotion for Program                    | "Min forbandede stemme", DR P1.                                     |
| Årets Interview - Den gode samtale             | "En forfærdelig barndom, et forfærdeligt smukt sted", Radio24syv.   |
| Årets Interview - Det kritiske interview       | "De Konservative i Orienterings valgmagasin", Søren Carlsen, DR P1. |
| Årets Kommercielle Samarbejde                  | "MED KLODEN I KURVEN", NOVA.                                        |
| Årets Lytterinddragelse                        | "Ring til regeringen", DR P1.                                       |
| Årets Morgenflade                              | "GO'NOVA", NOVA.                                                    |
| Årets Musikprogram                             | "Den nye stil – historien om dansk rap", DR P3.                     |
| Årets Nyheds- el. Aktualitetsprogram           | "Du Lytter til Politiken", Dagbladet Politiken.                     |
| Årets Nyskabelse                               | "Eks'er for evigt", DR P1.                                          |
| Årets Podcast                                  | "Drømmens Kaptajn", DR P1.                                          |
| Årets Promotion for Program                    | "P1 Morgen – Image", DR P1.                                         |
| Årets Radiopersonlighed                        | Maria Fantino, DR P3.                                               |
| Årets Radioprogram                             | Curlingklubben, DR P3.                                              |
| Årets Reklame                                  | "MED KLODEN I KURVEN", NOVA.                                        |
| Årets Satire                                   | "Den Korte Radioavis", Radio24syv.                                  |
| Årets Vært/Værtspar                            | Casper Bach Hegstrup og Frank Ziyanak for Farrock, DR P6 BEAT.      |
| Årets Øjeblik                                  | "Hele Danmarks Ghita", Radio24syv                                   |
| Ekstra Bladets "Den Gyldne Mikrofon", national | "GO'NOVA", NOVA.                                                    |
| Ekstra Bladets "Den Gyldne Mikrofon", lokal    | "Vækkelsesprædikanterne", Radio Globus                              |

### Prix Radio 2020
| Kategori                                    | Prismodtager                                                          |
| ------------------------------------------- | --------------------------------------------------------------------- |
| Årets Interview – Den Gode Samtale          | “Læge søger grænser”, DR P1.                                          |
| Årets Nyheds- og Aktualitetsprogram         | “Genstart”, DR Podcast.                                               |
| Årets Øjeblik                               | ”Mads Pedersen vinder VM”, DR P3.                                     |
| Årets Morgenflade                           | “P1 Morgen”, DR P1.                                                   |
| Årets Event                                 | “TVÆRS i Grønland”, DR P3.                                            |
| Årets Radiopersonlighed                     | Lucia Odoom.                                                          |
| Årets Interview – det kritiske              | “Interview med Google Danmark om hurtcore”, DR P1.                    |
| Årets Nyskabelse                            | “Rosas Reality Radio”, Rosa Marie Frang.                              |
| Årets Podcast                               | “I en danskers blodspor”, DR P1.                                      |
| Årets Lytterinddragelse                     | “Mads og Monopolet”, DR P4.                                           |
| Årets Promotion for Program                 | “Far har været i krig”, DR P1.                                        |
| Årets Kommercielle Samarbejde               | “En verden indenfor”, Bauer Media og Kriminalforsorgen.               |
| Årets Reklame                               | “Lego Duplo Kampagne”, Bauer Media                                    |
| Årets Satire                                | “R8dio – Undskyld vi roder”, Brian Lykke og Kasper Nielsen, Lucky.    |
| Årets Vært eller Værtspar                   | Knud Brix, Genstart, DR Podcast.                                      |
| Årets Dokumentar el. Dokumentariske Feature | “Kan man tilgive en psykopat”, Christian Geo Heltboe og Filt, Podimo. |
| Årets Musikprogram                          | “Farlige Toner – Historien om dansk jazz”, DR P8 Jazz.                |
| Årets Radioprogram                          | “Stram Diskurs”, Nima Zamani og Radio24syv.                           |

### Prix Audio 2021
| Kategori                              | Prismodtager                                                       |
| ------------------------------------- | ------------------------------------------------------------------ |
| Årets Samtale                         | "Det sidste måltid", Radio4                                        |
| Årets Nyheds- e.l. Aktualitetsprogram | “Go’ morgen P3”, DR P3                                             |
| Årets Morgenflade                     | "Morgenkøterne", ANR                                               |
| Årets kritiske interview              | ”Interview med Liselott Blixt i Radio4 Morgen”, Radio4             |
| Årets Podcast                         | “Mors afskedsbrev”, DR P1                                          |
| Årets Kommercielle Samarbejde         | “Når asfalten giver slip”, Rådet for sikker trafik / Heartbeats    |
| Årets Comedy/Satire                   | “R8dio – Undskyld vi roder”, R8dio                                 |
| Årets Vært                            | Adrian Hughes, DR P1                                               |
| Årets Dokumentar                      | "Det brændte bordel", DR P1 / DR LYD                               |
| Årets Musikprogram                    | “Farlige toner – historien om dansk jazz (sæson 3)”, DR P8 Jazz    |
| Årets Radioprogram                    | “Curlingklubben”, DR P3                                            |
| Årets Nicheformat                     | "Generationen", DR P3 Podcast                                      |
| Årets Spot                            | “Mors afskedsbrev”, DR P1 Podcast                                  |
| Årets Branded Content                 | “Med kloden i kurven – 2021 eksperimentet”, REMA1000 / Bauer Media |
| Årets Talent                          | Martin Grønne, DR LYD                                              |
| Årets Pioner                          | Babak Vakili, DR P3                                                |
| Årets Fiktion                         | “Mod strømmen”, Baggårdsteatret                                    |
| Årets Lydbog                          | “Det er et fucking eventyr”, Gyldendal                             |

### Prix Audio 2022
| Kategori                              | Prismodtager                                                                          |
| ------------------------------------- | ------------------------------------------------------------------------------------- |
| Årets Samtale                         | “Livet uden Kim Wall”, Genstart / DR                                                  |
| Årets Dokumentar                      | “Spiralkampagnen”, DR P1                                                              |
| Årets Nyheds- e.l. Aktualitetsprogram | “Stjerner & Striber”, DR P1 / DR LYD                                                  |
| Årets Morgenflade                     | “En Uafhængig Morgen”, Den Uafhængige                                                 |
| Årets Kritiske Interview              | “CEPOS i Det Hvide Hus”, Detektor / DR                                                |
| Årets Podcast                         | “Hvert år i oktober”, DR P2                                                           |
| Årets Kommercielle Samarbejde         | “Min søn har en djævel”, heartbeats.dk                                                |
| Årets Comedy/Satire                   | “Hav & Kamal”, Podimo                                                                 |
| Årets Vært                            | Anders Hagen, “Liv, død og fodbold” / ALLY                                            |
| Årets Musikprogram                    | “Hvem er MØ”, DR P3                                                                   |
| Årets Radioprogram                    | “Portrætalbum”, Radio4                                                                |
| Årets Nicheformat                     | “Perkologi”, heartbeats.dk                                                            |
| Årets Spot                            | “Nul Stjerner”, DR2                                                                   |
| Årets Branded Content                 | “Statsministeren Spørger”, Munck Studios                                              |
| Årets Talent                          | Nina Liv Bendstrup, DR P3                                                             |
| Årets Pioner                          | “Skyggekvinder”, Podimo                                                               |
| Årets Fiktion                         | “Øens Ekko”, Geopark Lyd                                                              |
| Årets Lydbog                          | “Al den vrede – Serena Williams i en hvid verden”, Anders Haahr Rasmussen / Gyldendal |

### Prix Audio 2023[1]
| Kategori                               | Prismodtager                                                |
| -------------------------------------- | ----------------------------------------------------------- |
| Årets lydbog                           | "Giv mig tiden igen" - Gyldendal                            |
| Årets podcast                          | "De lovløse" - MonoMono/DR Lyd                              |
| Årets radioprogram                     | "Det sidste måltid" - Radio4                                |
| Årets nyheds- og aktualitetsprogram    | "Avistid med Hans og Arne" - Weekendavisen/Berlingske Media |
| Årets kritiske interview               | "Christian Hansen-sagen" - DR/P1 Morgen                     |
| Årets dokumentar                       | "En beklagelig fejl" - DR/DR Podcast                        |
| Årets morgenflade                      | "Radio4 Morgen" - Radio4                                    |
| Årets hverdagsflade                    | "Lars om eftermiddagen" - NOVA/Bauer Media                  |
| Årets samtale                          | "Fængsel" - Beam Audio Agency/DR                            |
| Årets musikprogram                     | "Portrætalbum" - Radio4                                     |
| Årets nicheprogram                     | "Stokke-eksperimentet" - Dansk Blindesamfund Podcast        |
| Årets vært/værter                      | Emil Rothstein-Christensen - MonoMono/DR                    |
| Årets talent                           | Lasse Knudsen - NOVA/Bauer Media                            |
| Årets pioner                           | "Lydunivers til børn for DFDS" - DFDS/Go Little             |
| Årets fiktion                          | "Mellem projekter" - Podimo                                 |
| Årets comedy/satire                    | "Bladvenner" - ALLY                                         |
| Årets kommercielle samarbejde/kampagne | "Fuhlendorff i fængsel" - Podads                            |
| Årets branded content                  | "Lagune Sessions" - Lagune/Beam Audio Agency                |